# 達蓋爾攝影狂熱
《達蓋爾攝影狂熱》（法語：La Daguerreotypomanie）為法國版畫師泰奧多．莫里塞（Théodore Maurisset）所作的石版印刷漫畫，畫面內容諷刺了達蓋爾於1839年展示其攝影的發明後，大眾追捧攝影的新熱潮。

## 歷史背景
達蓋爾在1820年代初開始研究如何藉著陽光和化學物質從自然界複製圖像，並於1829年與追求同樣概念的涅普斯建立了合夥關係。在涅普斯去世四年後的1837年，達蓋爾首次成功實現了銀版攝影法。1839年夏天，法國政府同意向達蓋爾和涅普斯的兒子支付一生的養卹金，以換取銀版攝影法工藝的專利權，並將此技術免費開放給所有人使用。只要知道了化學配方的操作，便無需向達蓋爾支付使用權利的費用，這引起了許多想從中尋求商機者的極大追捧。
莫里塞在他這件石版印刷中，生動地呈現了這個攝影狂熱的時代，大批群眾排隊等候製作自己的銀版肖像。它記錄了商人希望從此熱潮中獲利的許多門路，像是出售供應品和設備以及教授如何製作銀版攝影等等形象。

## 畫面內容
莫里塞想像了一個由攝影主導的世界。例如畫面正中央，屋頂上的時鐘，以類似當時相機的形象展現；畫面上方的熱氣球也以大型相機為造型的籃子在空中盤旋，裡頭的攝影師正以手中最新的相機，拍攝腳下一幕幕騷動的景象；火車的造型也以相機的形象呈現，上述等等取代的手法，強調了一個被相機所佔據的瘋狂世界。在這為攝影狂熱的時代中，人們也展現著不理性的面向，像是為求購得相機，或能夠在自己喜愛的風景前拍攝一張照片，不惜在人龍裡苦候，甚至堵塞街道、互相推撞、強行插隊、衝入照相館，員警難以維持秩序。
中間右邊有幾個絞刑架，上方懸掛著幾名男子，牌子上的法文「POTENCES À LOUER POUR MM LES GRAVEURS」為「絞刑架，供雕刻師租用」之意，這些版畫雕刻師們，由於攝影的出現而失業，在無路可走的狀況下只剩自殺一途，莫里塞在此以一種滑稽誇張的手法，表達了許多藝術創作者們認為這一發明對他們原先的職業構成了威脅，更揭示著攝影誕生的當下，造成了人們對藝術即將死亡的想像。
圖像中，一些特定的人物表現也值得我們留意。如左下方手持「APPAREIL PORTATIF POUR LE VOYAGE（手提式旅行工具）」廣告字報的男子，為指涉當時真正存在的人物，其名為皮埃爾．阿曼．塞吉爾（Pierre-Armand Séguier），曾作為法國科學院的成員，也曾是法國攝影協會的第一批成員之一，攝影為其業餘愛好。在阿哈果於1839年8月19日讓達蓋爾的攝影裝置在法國科學院揭幕時，塞吉爾有可能為其中最初認識這項新發明的人員之一，他在1839年10月9日時，宣佈了他改良的可擕式達蓋爾攝影工具，此改良相對輕便，且可折疊運輸。
同樣在畫面左下方，莫里塞描繪了一位母親與她極不情願的孩子爭執，要求為他拍攝肖像的情景。Cherine Fahd與Sara Oscar在〈從隱藏的女性到有影響力的人與個體──將母親置於攝影框之中〉（From hidden women to influencers and individuals – putting mothers in the frame）一文，提到或許莫里塞的這幅版畫所再現的母子互動，正是第一幅展示「母親」角色出現在攝影史中的插畫作品。

## 現代的身份認同
藝術史學者Anthony W. Lee，在2015年的WYNG 大師攝影獎《我們是誰》展覽的專文〈攝影與身份〉中提到這件版畫作品，認為畫面中因攝影術而造成的混亂景像，同時展示了「以攝影為中心的現代身份認同正在成形 」。
攝影會受到大眾如此的歡迎並不難理解：因為這是一個唾手可得，並促使圖像賦予彰顯個體獨特價值的力量。在相機開始普及的時代，人們在鏡頭前能夠快速地呈現、甚至製造自我的身份，而這樣的權利不再專屬花大錢聘請專業肖像繪師為自己繪製肖像的中上流社會或統治階層。人像或自拍像讓個人得以發聲，這個自我掌權的需求，也與同時期追求民權的政治或社會運動不謀而合，像是席捲英國及法國，爭取普選權利的改革運動。